# William Tucci
William Tucci, detto Billy (New York, 13 agosto 1966), è un fumettista, sceneggiatore e regista statunitense di origini italiane.

## Biografia
Nato a New York il 13 agosto 1966, Tucci si è diplomato alla Fashion Institute of Technology di Manhattan. Dopo aver mostrato e proposto diversi suoi lavori a molte case editrici della sua città, tuttavia a seguito del rifiuto di queste, fonda in proprio la Crusade Fine Arts (Ltd.) attraverso la quale pubblica sia i suoi progetti personali, sia il lavoro di altri artisti emergenti. Il titolo di punta della Crusade Comics è una miniserie composta da sei numeri scritta e disegnata dallo stesso Tucci dal titolo Shi - La via del guerriero, che ha venduto oltre quattro milioni di fumetti e incassato oltre $ 25 milioni di vendite dal debutto nel marzo 1994, rimanendo poi per più di due anni numero uno in cima alla classifica dei fumetti della rivista Wizard.